# Cassago Brianza
Cassago Brianza is een gemeente in de Italiaanse provincie Lecco (regio Lombardije) en telt 4244 inwoners (31-12-2004). De oppervlakte bedraagt 3,6 km², de bevolkingsdichtheid is 1356 inwoners per km².

## Demografie
Cassago Brianza telt ongeveer 1596 huishoudens. Het aantal inwoners steeg in de periode 1991-2001 met 5,1% volgens cijfers uit de tienjaarlijkse volkstellingen van ISTAT.

## Geografie
Cassago Brianza grenst aan de volgende gemeenten: Barzanò, Bulciago, Cremella, Monticello Brianza, Nibionno, Renate (MI), Veduggio con Colzano (MI).